# Neverending Love
Neverending Love – pierwszy singel szwedzkiego duetu Roxette. Został wydany w lipcu 1986 r. jako pierwszy promujący debiutancki album Pearls of Passion. Odniósł duży sukces w Szwecji. Do piosenki nagrano dwa teledyski.

## Utwory

### Strona A
- Neverending Love

### Strona B
- Neverending Love [Love Mix]